# Cincinnobotrys oreophila
Cincinnobotrys oreophila är en tvåhjärtbladig växtart som beskrevs av Ernest Friedrich Gilg. Cincinnobotrys oreophila ingår i släktet Cincinnobotrys och familjen Melastomataceae. Inga underarter finns listade i Catalogue of Life.